# Miguel Torrús Palomo
Miguel Torrús Palomo (La Carolina - Marruecos, 1957) fue un militar español.

## Biografía
Era natural de la localidad jiennense de La Carolina. Tras el estallido de la Guerra civil se unió a las fuerzas republicanas, pasando a formar parte del Ejército Popular de la República. Su hermano José, cabo de la Guardia Civil, falleció durante el asedio del Santuario de Nuestra Señora de la Cabeza. En agosto de 1938 pasó a mandar la 43.ª Brigada Mixta, actuando en el frente de Extremadura. En febrero de 1939 asumiría el mando de la 52.ª División.
Al final de la contienda marchó al exilio. Falleció en Marruecos el 1 de abril de 1957.